# Chaparea albigena
Chaparea albigena är en insektsart som beskrevs av Rauno E. Linnavuori 1959. Chaparea albigena ingår i släktet Chaparea och familjen dvärgstritar. Inga underarter finns listade i Catalogue of Life.